# Oli d'açaí

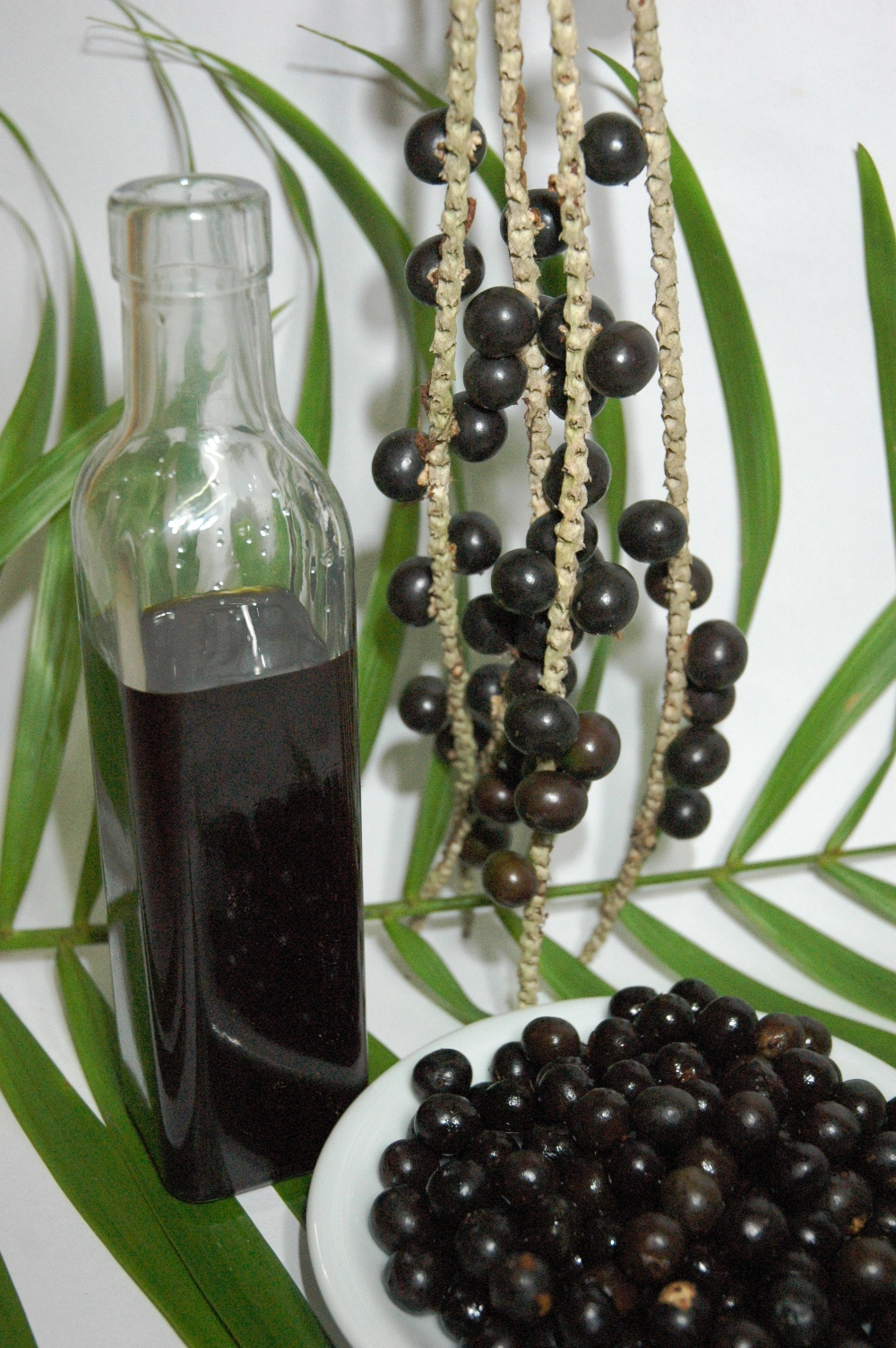
Oli vegetal d'açaí

L'oli d'açaí s'obté del fruit de 25-30 espècies del gènere Euterpe, que creix a la selva amazònica. L'oli d'açaí conté flavonoides (antocianines), que tenen aplicacions en cosmètica. Una línia de cosmètics la va posar en marxa el 2003 l'empresa brasilera Beraca amb característiques d'aquest i altres ingredients de plantes de la selva tropical.
Aquest oli és comparable a l'oli de llavors de raïm.

## Característiques
Té un color verd fosc, amb una olor desagradable just després de la seva extracció i té un sabor que recorda l'oli de bacaba. Després de la refinació de l'oli, es torna agradable i té gust d'oli de bacaba i de bataua.
| Àcid gras   | Percentatge |
| ----------- | ----------- |
| Palmític    | 22.0%       |
| Esteàric    | 2.0%        |
| Araquídic   | 2.5%        |
| Palmitoleic | 2.0%        |
| Oleic       | 60.0%       |
| Linoleic    | 12.0%       |

## Usos
L'oli d'açaí s'utilitza àmpliament tant a nivell culinari com cosmètic.
A nivel culinari s'utilitza sovint per condimentar amanides i produir begudes.
El seu ús cosmètic s'utilitza per a la producció de cremes capil·lars, amb l'objectiu d'enfortir el cuir cabellut, reparar pèls trencadissos i retornar la brillantor. També s'utilitza en cremes facials anti-arrugues i anti-envelliment.